# 巴博勒萨尔县
巴博勒薩爾縣（波斯語：‎）位於伊朗馬贊德蘭省，瀕臨裏海，首府是巴博勒薩爾。
根據2006年的人口普查結果數據顯示總人口為172,600人。2011年的數據為124,323人，此時費雷敦克納爾區已從縣中分劃出來為費雷敦克納爾縣。2016年的數據顯示總人口為135,191人。